# ADEDY
La Confederación de los Sindicatos de Empleados Públicos (ADEDY) (griego: Ανώτατη Διοίκηση Ενώσεων Δημόσιων Υπαλλήλων, Anótati Diíkisi Enóseon Dimosion Ipallilon, ΑΔΕΔΥ) es una central sindical de Grecia, que agrupa a los trabajadores del sector público, siendo el equivalente en esta área de la Confederación General de Trabajadores Griegos (GSEE). Cuenta con unos 280.000 afiliados.